# Каони
Каони або K-мезони — група чотирьох мезонів, для яких характерне квантове число дивність. До складу каонів входить дивний кварк. Чотири каони позначаються: K-, K+, K0 та K0.
Дивність каонів у тому, що вони народжуються при сильній взаємодії, а розпадаються тільки через слабку взаємодію, а тому мають порівняно довгий час життя.
Два нейтральних каони народжуються парами внаслідок сильної взаємодії, але згодом за допомогою механізму, який називають осциляції нейтральних частинок, перетворюються на суміш двох інших каонів: нейтрального каона з довгим часом життя і нейтрального каона з коротким часом життя. Часи життя цих двох частинок відрізняються на три порядки.
Каони відіграли значну роль у встановлені фундаментальних законів збереження.

## Властивості
| Назва            | Частинка символ | Анти- частинка символ | Складові кварки                                                             | маса спокою (МеВ/c2) | IG  | JPC | S  | C | B' | Час життя (с)        | Зазвичай розпадається на (>5 % розпадів)                                                          |
| ---------------- | --------------- | --------------------- | --------------------------------------------------------------------------- | -------------------- | --- | --- | -- | - | -- | -------------------- | ------------------------------------------------------------------------------------------------- |
| Заряджений каон  | К+              | К-                    | us                                                                          | 493.677±0.016        | 1/2 | 0−  | 1  | 0 | 0  | (1.2380±0.0021)×10−8 | μ+ + νμ або π+ + π0 π+ + π+ + π- або π0 + e+ + νe                                                 |
| Нейтральний каон | K0              | K0                    | ds                                                                          | 497.614±0.024        | 1⁄2 | 0−  | 1  | 0 | 0  | невизначений [a]     | невизначено [a]                                                                                   |
| Короткий каон    | KS0             | власна                | {\displaystyle \mathrm {\tfrac {d{\bar {s}}-s{\bar {d}}}{\sqrt {2}}} \,}[b] | 497.614±0.024[c]     | 1⁄2 | 0−  | нв | 0 | 0  | (8.953±0.005)×10−11  | π+ + π- або π0 + π0                                                                               |
| Довгий каон      | KL0             | власна                | {\displaystyle \mathrm {\tfrac {d{\bar {s}}+s{\bar {d}}}{\sqrt {2}}} \,}[b] | 497.614±0.024[c]     | 1⁄2 | 0−  | нв | 0 | 0  | (5.116±0.020)×10−8   | π+ + e- + νe або π- + e+ + νe або π+ + μ- + νμ або π- + μ+ + νμ або π0 + π0 + π0 або π+ + π0 + π- |

[a] ↑  Власний стан сильної взаємодії. Час життя не визначений)
[b] ↑ Власний стан слабкої взаємодії. В будові пропущений малий член, який відповідає за порушення CP-інваріантності.
[c] ↑  Маси короткого і довгого нейтральних каонів зазначені рівними масам нейтральних каонів. Однак, відомо, що між масами довгого і короткого каонів існує різниця порядка 2.2×10−11 МеВ/с.

## Особливості нейтральних каонів
Каон K0 має античастинку K0. Ця частинка народжується в реакціях при участі сильної взаємодії. Однак, вона не є власним станом оператора CP-парності. Внаслідок слабкої взаємодії стани K0 та K0 змішуються. Тобто, якщо при народженні утворюється пучок K0-каонів, то на деякій віддалі від джерела летить уже змішаний пучок K0 та K0.
Власними станами оператора CP-парності є стани K01 та K02.
{\displaystyle K_{1}^{0}={\frac {K^{0}-{\bar {K}}^{0}}{\sqrt {2}}}}.
{\displaystyle K_{2}^{0}={\frac {K^{0}+{\bar {K}}^{0}}{\sqrt {2}}}}.
Стан K01 має CP-парність {\displaystyle \eta _{CP}=+1}, стан K02 має {\displaystyle \eta _{CP}=-1}. Виходячи з міркувань збереження CP-парності, K01 розпадається на два піони, а K02 на три піони. Розпад на два піони проходить набагато швидше, ніж розпад на три піони, тому початковий пучок K0-каонів на значній віддалі від джерела стає пучком K02-каонів, який, виходячи з міркувань збереження CP-парності, не повинен розпадатися на два піони.
Проте, як показали експерименти, пучок каонів навіть на значній віддалі від джерела, розпадається із невеликою імовірністю на два піони, що свідчить про незбереження CP-парності.
Відповідно, справжніми частинками є не власні частинки оператора CP-парності K01 та K02, а інші частинки, які позначають K0S та K0L.

## Історія досліджень
Уперше каони спостерігали Джордж Рочестер та Кліффорд Чарлз Батлер в 1947, проводячи дослідження космічних променів з камерою Вілсона в Манчестерському університеті. Вони помітили, що якась нейтральна частинка розпадається на два заряджені піони, а якась заряджена частинка розпадається на заряджений піон і ще щось. Маса цих частинок була приблизно рівною половині маси протона.
У 1950 дослідники з Калтеху встановили камеру Вілсона на горі Вілсона з метою дослідження космічних променів. Вони підтвердили випадки таких реакцій. Після цього експеримент повторяли в багатьох гірських лабораторіях, і до 1953 невідомі частинки отримали назву К-мезонів. Легші мезони, піони та мюони назвали L-мезонами, а все, що було важче від протона — гіперонами.
Розпад К-мезонів відбувався повільно, за часи порядка 10−10 с, тоді як утворення за часи порядка 10−23 с. Для пояснення цього Абрагам Пайс постулював існування квантового числа, яке він назвав дивністю. Дивність зберігається при сильній, але не зберігається при слабій взаємодії.
В 2024 році у віці 98 років британка Розмарі Фаулер отримала визнання за своє новаторське відкриття, отриманого ще в 1948 році. Британська вчена здійснила прорив у фізиці частинок, виявивши частинку каон під час роботи над своєю докторською дисертацією в Університеті Бристоля. Це відкриття не лише сприяло отриманню Нобелівської премії її науковим керівником Сесілом Павеллом, але й революціонізувало розуміння субатомних частинок.

### Порушення парності
Незабаром виявилося, що каони розпадаються не тільки на два піони, а й на три. Три піони мають інші парність, ніж два, тож спочатку думали, що спостерігаються різні частинки з близькими масами. Однак, після того, як було доведено, що при слабкій взаємодії парність не зберігається, проблема вирішилася.

### Порушення CP інваріантності
У 1964 Джеймс Кронін та Вал Фітч із Брукгейвенської національної лабораторої експериментально довели, що в реакціях із каонами не зберігається також комбінація парності і зарядової парності. КL розпадається на два піони. За це відкриття вони були нагороджені Нобелівською премією за 1980 рік.

### Розпад заряджених каонів
В 2024 році у CERN вперше зафіксували навдивовижу рідкісний розпад зарядженого каона на піон і пару з нейтрино та антинейтрино ℬ(K+ → π+νν¯), що підтверджує передбачення Стандартної моделі фізики та може вказувати на нові фізичні явища. Статистична точність результатів досягла рівня 5 сигм (Five Sigma), що означає надзвичайно низьку ймовірність випадкової помилки - менше за один шанс на 3,5 млн. Результати дослідження були представлені на семінарі в CERN, який відбувся 24 вересня 2024 року. Як відомо, каони - це нестабільні частинки з коротким часом життя близько 12 нс, які зазвичай розпадаються на мюони та нейтрино. Однак існує надзвичайно рідкісний процес, коли каон розпадається на піон і пару з нейтрино та антинейтрино, що відбувається лише в приблизно одному випадку на кожні 10 млрд розпадів. Спостереження цього процесу є надзвичайно складним через те, що нейтрино практично не взаємодіють з іншими частинками. Попри це, команда дослідників NA62 збирала дані протягом кількох років і вже у 2019 році оголосила про перші результати, зафіксувавши декілька випадків рідкісного розпаду, а додаткові спостереження у 2024 році дозволили підтвердити ці відкриття.